# Juan Pacheco, Marquês de Vilhena
Juan de Pacheco, marquês de Vilhena (Belmonte, 1419 — 1474), foi um militar e nobre espanhol, filho de Alfonso Téllez Girón e Maria Pacheco, filha do primeiro senhor de Belmonte (Cuenca) Juan Fernandez Pacheco.
Foi casado com Maria Portocarreiro, e a sua famíla é procedente da nobreza portuguesa, tendo se exilado em Castela depois da batalha de Aljubarrota (1385), foram proprietários em Belmonte de suas principais possessões, como o Alcalzar construído pelo Infante Don Juan Manuel e mais tarde o Castelo de Belmonte que em 1456 mandou construir Juan Pacheco depois de ser nomeado Marquês de Vilhena. Na sua infância foi companheiro de jogos de Henrique IV de Castela. Sendo pajem de Álvaro de Luna, foi cedido por este a Henrique quando ainda era príncipe.
Juan de Pacheco dominou a cena política castelhana desde os últimos anos do reinado de João II até quase o reinado de Isabel, a Católica, sendo homem de confiança de Henrique IV de Castela e quem tomava as decisões políticas. Foi nomeado marquês de Vilhena em 1445, depois a Primeira Batalha de Olmedo. Também conseguiu então o cargo de Mestre da Ordem de Calatrava para seu irmão, Pedro Girón. No conflito que pouco depois surgiu entre o rei João II e o príncipe Henrique, Juan Pacheco mediou por parte do príncipe, tomando Álvaro de Luna o papel de mediador do rei. O acordo beneficiaria aos mediadores.
Outros cargos de Juan Pacheco seriam o de adelantado mayor de Castela de 1451 a 1456 e o de merino mayor de Astúrias de 1461 a 1462. Também conseguiu para si o cargo de Mestre da Ordem de Santiago em 1467, da mão do príncipe-rei Afonso, ao que alguns nobres tinham eleito como rei na Farsa de Ávila.
Em 1463, nas vistas de Bayona, ofereceu seus serviços à França. Com essa aliança, a França cercava ao eterno inimigo, o reino de Aragão. Em agradecimento, Luís XI da França prometeu-lhe a mão de sua filha, dona Joana, para o filho menor de Pacheco, dom Pedro de Portocarrero. A reação do rei aragonês não se fez esperar; para ganhar a amizade de Castela e anular a aliança Castela-França, prometeu seu filho Fernando com a filha de Pacheco, dona Beatriz Pacheco.
Em 1466 seu sobrinho, Rodrigo Téllez Girón, era eleito mestre da Ordem de Calatrava. Por ser menor de idade, Juan Pacheco seria seu tutor, o que lhe deu o cargo de coadjutor da ordem desde 1469. Como tal, teria os mesmos poderes que somente os mestres poderiam ter, salvo em matérias espirituais, nas que devia delegar a pessoas pertencentes à ordem, mas que poderia eleger. Por isso os cronistas da época afirmavam que foi mestre de Calatrava, além de mestre de Santiago.
Em 1469, a princesa Isabel se casa com Fernando de Aragão, contra a vontade do rei Henrique e os pactos estabelecidos, iniciando-se a Guerra de Sucessão de Castela. Nesta guerra, Juan Pacheco tomaria partido pelo grupo da princesa Joana, apelidada "La Beltraneja" por seus inimigos.
Morre em outubro de 1474, pouco antes da morte de Henrique IV.
Entre sua descendência, encontra-se:
- Diego López de Pacheco, que o sucede como Marquês de Vilhena[3]
- Francisca Pacheco, mãe de Maria Pacheco
- Beatriz Pacheco, casada com Rodrigo Portocarrero, conde de Medellín, em 1454.